# Ропухові
Ропухові (Bufonidae) — родина земноводних ряду безхвості. Родина об'єднує 35 родів, що містять близько 470 видів. За іншими даними родина нараховує близько 300 видів, які об'єднують у 21 рід або 365 видів та 32 роди. У фауні України два роди (ропуха й зелена ропуха).

## Поширення
Ропухи живуть на всіх материках та континентах, за винятком приполярних регіонів та Антарктиди. Деякі види, наприклад ропуха-ага (Bufo marinus), інтродукована з Америки в Австралію та Гвінею. Поява тут нового виду мала негативні наслідки для місцевої фауни, оскільки ці амфібії, характеризуючись дуже великими розмірами, великою плодючістю та високою токсичністю, витісняють аборигенні види.

## Опис
Ребра відсутні, хребці передньоувігнуті. Череп значною мірою стає кістковим, до цього процесу можуть долучатися покривні ділянки шкіри. Тварини цієї родини характеризуються наявністю унікального біддерового органа — рудиментарного яєчника, який розвивається на передньому краї личинкових сім'яників і може зберігатися в багатьох дорослих амфібій, що розглядається як педоморфна риса. Для багатьох видів характерні розташовані позаду очей випнуті округло-видовжені залози — паротиди. Паротиди, так само як і локалізовані на спинному боці та на зовнішній частині кінцівок шкіряні залози, можуть рясно продукувати токсичні виділення.
Розміри тіла коливаються від приблизно 20 (Oreophrynella) до 250 мм (Bufo blombergi). Чимало представників — наземні тварини, однак існують і напівводяні (наприклад, Ansonia) та деревні (Pedostribes; обидва роди з південно-східної частини Азії). Більшості видів властиве зовнішнє запліднення, однак деяким — внутрішнє (Nectophrynoides, Mertensophryne micranotis). Способи розмноження різні — від відкладання ікри у воду та наступного виходу з неї вільноплаваючої личинки, до яйцеживородіння та прямого наземного розвитку. Так, поряд з більшістю амфібій цієї родини, що нерестяться в стоячих чи проточних водоймах, філіппінські ропухи роду Pelophryne відкладають ікру в пазухи листя на висоті декількох метрів. У личинок деяких видів, що живуть у швидкоплинних струмках (Ansonia, Atelopus), розвиваються черевні присоски, за допомогою яких вони прикріпляються до підводних предметів.

## Список родів
- Adenomus Cope, 1861
- Altiphrynoides Dubois, 1987
- Amazophrynella Fouquet, Recoder, Teixeira, Cassimiro, Amaro, Camacho, Damasceno, Carnaval, Moritz & Rodrigues, 2012
- Anaxyrus Tschudi, 1845
- Ansonia Stoliczka, 1870
- Atelopus Duméril & Bibron, 1841
- Barbarophryne Beukema et all, 2013
- Blythophryne Chandramouli, Vasudevan, Harikrishnan, Dutta, Janani, Sharma, Das & Aggarwal, 2016
- Bufo Garsault, 1764
- Bufoides Pillai & Yazdani, 1973
- Bufotes Rafinesque, 1814
- Capensibufo Grandison, 1980
- Churamiti Channing & Stanley, 2002
- Dendrophryniscus Jiménez de la Espada, 1870
- Didynamipus Andersson, 1903
- Duttaphrynus Frost, Grant, Faivovich, Bain, Haas, Haddad, de Sá, Channing, Wilkinson, Donnellan, Raxworthy, Campbell, Blotto, Moler, Drewes, Nussbaum, Lynch, Green & Wheeler, 2006
- Epidalea Cope, 1864
- Frostius Cannatella, 1986
- Ghatophryne Biju, Van Bocxlaer, Giri, Loader & Bossuyt, 2009
- Incilius Cope, 1863
- Ingerophrynus Frost, Grant, Faivovich, Bain, Haas, Haddad, de Sá, Channing, Wilkinson, Donnellan, Raxworthy, Campbell, Blotto, Moler, Drewes, Nussbaum, Lynch, Green & Wheeler, 2006
- Laurentophryne Tihen, 1960
- Leptophryne Fitzinger, 1843
- Melanophryniscus Gallardo, 1961
- Mertensophryne Tihen, 1960
- Metaphryniscus Señaris, Ayarzagüena & Gorzula, 1994
- Nannophryne Günther, 1870
- Nectophryne Buchholz & Peters, 1875
- Nectophrynoides Noble, 1926
- Nimbaphrynoides Dubois, 1987
- Oreophrynella Boulenger, 1895
- Osornophryne Ruiz-Carranza & Hernández-Camacho, 1976
- Parapelophryne Fei, Ye & Jiang, 2003
- Pedostibes Günther, 1876
- Pelophryne Barbour, 1938
- Peltophryne Fitzinger, 1843
- Phrynoidis Fitzinger, 1842
- Poyntonophrynus Frost et all, 2006
- Pseudobufo Tschudi, 1838
- Rentapia Chan, Grismer, Zachariah, Brown & Abraham, 2016
- Rhaebo Cope, 1862
- Rhinella Fitzinger, 1826
- Sabahphrynus Matsui, Yambun & Sudin, 2007
- Schismaderma Smith, 1849
- Sclerophrys Tschudi, 1838
- Strauchbufo Fei, Ye & Jiang, 2012
- Truebella Graybeal & Cannatella, 1995
- Vandijkophrynus Frost, Grant, Faivovich, Bain, Haas, Haddad, de Sá, Channing, Wilkinson, Donnellan, Raxworthy, Campbell, Blotto, Moler, Drewes, Nussbaum, Lynch, Green & Wheeler, 2006
- Werneria Poche, 1903
- Wolterstorffina Mertens, 1939
- Xanthophryne Biju, Van Bocxlaer, Giri, Loader & Bossuyt, 2009
- Incertae sedis :
  - Bufo hadramautinus Cherchi, 1963
  - Bufo scorteccii Balletto & Cherchi, 1970

## Охорона
Багато ропух гине в період міграцій від автотранспорту. У Швейцарії та Німеччині на шляхах пересування амфібій біля доріг роблять «ловчі парканчики» і риють ямки для пластикових відер. Амфібій, які потрапили у відра, переносять через дорогу і випускають. При ремонті і будівництві доріг влаштовують «жаб'ячі тунелі», тобто під дорогою прокладають труби діаметром 30-40 см. Рекомендують розселення амфібій в лісах, парках, садах та лісових смугах, для цього необхідно здійснити такі біотехнічні заходи: створення невеликих водойм і сховищ від спеки (наприклад, невеликі купи каміння тощо).